# Реза Хаґіґі
Реза Хаґіґі (перс. رضا حقیقی, нар. 1 лютого 1989, Мешхед) — іранський футболіст, півзахисник клубу «Персеполіс» та національної збірної Ірану.

## Клубна кар'єра
У дорослому футболі дебютував 2006 року виступами за команду клубу «Паям» (Мешхед), в якій провів три сезони, взявши участь у 48 матчах чемпіонату. 
Своєю грою за цю команду привернув увагу представників тренерського штабу клубу «Фадрж Сепасі», до складу якого приєднався 2009 року. Відіграв за команду з Шираза наступні три сезони своєї ігрової кар'єри. Більшість часу, проведеного у складі «Фадрж Сепасі», був основним гравцем команди.
До складу «Персеполіса» приєднався 2012 року.

## Виступи за збірну
2012 року дебютував в офіційних матчах у складі національної збірної Ірану. Наразі провів у формі головної команди країни 6 матчів.